# Famille Moylin
Cette page explique l’histoire ou répertorie les différents membres de la famille Moylin.
La famille Moylin est une dynastie de comédiens et de danseurs français du XVIIIe siècle dont les principaux membres masculins sont :
- François Moylin, dit Francisque (c. 1690 - c. 1760)
- Guillaume Moylin, maître à danser (169?-?)
  - Martin Moylin (1720-1768), fils du précédent
- Simon Moylin (1697-1767)

Font aussi partie de la dynastie :
- Marie Sallé (1709-1756), fille d'Étienne Sallé et de Marie-Alberte Moylin
- Bursay (1738-1807), époux de Marie-Anne Moylin (fille de Martin)